# Rushy Rashid Højbjerg
Rushy Rashid Højbjerg (født 15. maj 1968 i Sialkot, Pakistan) er en dansk journalist, radio- og tv-vært og forfatter. Hun var den første tv-vært med indvandrerbaggrund i Danmark og har bl.a. været tv-vært og reporter på Dagens Nyheder på TV3, 19Direkte på DR1, journalist på flere danske dagblade samt fra 2012 til 2019 radiovært og journalist på Radio24syv, hvor hun havde programmet Rushys Roulette indtil Radio24syv lukkede 31. oktober 2019.

## Baggrund
Rushy Rashid blev født i byen Sialkot i Pakistans Punjab-provins, tæt på grænsen til Indien og gik fire år i skole i Pakistan, før hun som ni-årig kom til Danmark, da hendes forældre rejste til landet som gæstearbejdere. Hun gik på Sankt Hans Gades skole i København, hvor hun i 1984 aflagde folkeskolens afgangsprøve. Tre år senere, i 1987, blev hun student fra Metropolitanskolen og herefter tog hun en uddannelse som tolk (dansk/urdu) på CBS. Sideløbende med sine forskellige ansættelser har hun tillige siden 1994 taget en række journalistiske kurser og uddannelser. I 2000 blev hun gift med journalist Jens Harder Højbjerg.

## Karriere
Rushy Rashid arbejdede tre år som projektkoordinator på Dokumentations- og rådgivningscenteret om racediskrimination, før hun fik sit første mediejob som reporter og nyhedsvært på programmet TV3Direkte – det senere Dagens Nyheder på TV3, hvor hun var vært. I 1999 startede Danmarks Radio programmet 19Direkte, der sendte fra Århus, og her var Rushy med til at starte udsendelsen op.
Rushy Rashid har endvidere arbejdet som tilrettelægger hos produktionsselskabet Freeport Film, brevkasseredaktør på BT og mangfoldighedskoordinator i IKEA, og har dertil en omfattende virksomhed som freelance-journalist og forfatter.
Fra 2010 til 2012 arbejdede hun som journalist på Politikens opinionsredaktion, men i 2012 fik hun sit eget program på det nystartede Radio24syv, Rushys Roulette, som hun har været vært på siden. Programmet var et debatprogram med fokus på værdi-debatten i Danmark og særligt udlændinge- og integrationspolitik, og blev sendt hver onsdag 10-12 på Radio24syv. 
I 2012 blev hun optaget i Kraks Blå Bog.

### Forfatterskab
Rushy Rashid har forfattet en række bøger, herunder selvbiografien "Et løft af sløret" (2000), udgivet på Gyldendal, hvor hun beskriver sin opvækst mellem to kulturer, bogen "Bag sløret" (2003) om at vælge ægtefælle på tværs af kulturer og religioner, og "Du lovede, vi skulle hjem …" (2006), der sætter fokus på etniske ældres liv og levevilkår i Danmark. Sidst har hun i 2008 udgivet kogebogen "Mit pakistanske køkken", der formidler hendes pakistanske kulinariske arv på dansk.